# Кайова (плем'я)

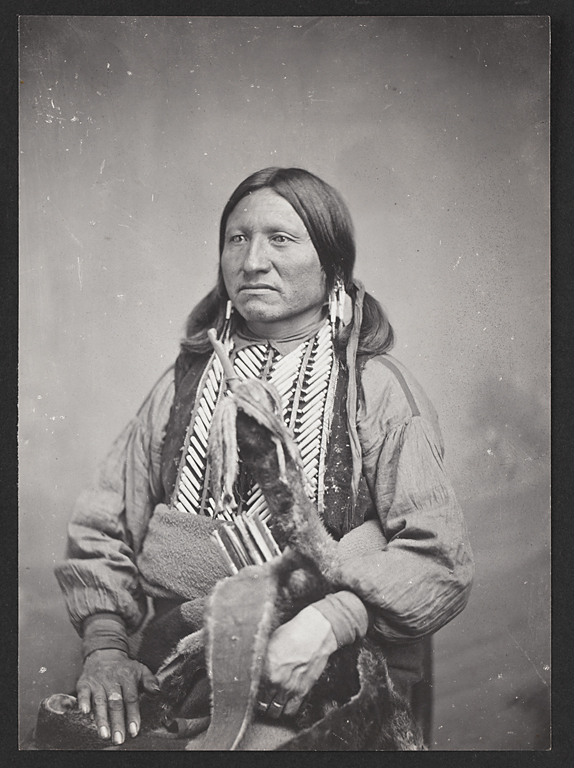
Птах, що штовхає, вождь кайова

Ка́йова (самоназва — «головні люди») — індіанський народ у США. Чисельність — 11 500 осіб. Мова — кайова, згідно з гіпотезою, що здобула широке визнання, відносяться до кайова-таноанської мовної сім'ї. Крім того, індіанці кайова вважаються найбільш обізнаними з індіанською жестовою мовою, якою користувалися індіанці Великих рівнин для міжплемінного спілкування. Релігія — баптисти і методисти, також є послідовники традиційної релігії і Церкви корінних американців.

## Область розселення

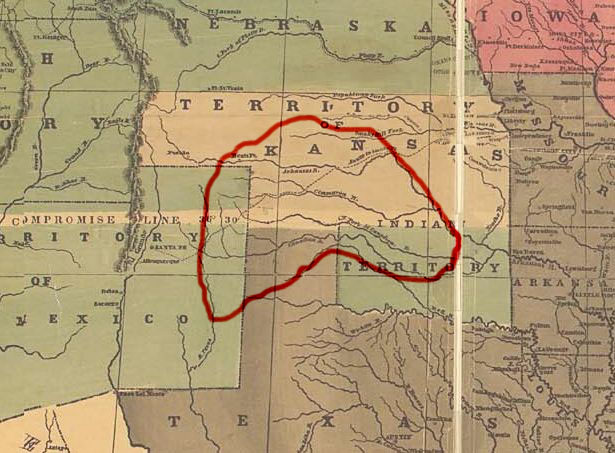
Територія кайова в 1850 році

До середини II тисячоліття нашої ери кайова вже мігрували з району Плато на схід та облаштувалися на території в південно-центральній частині сучасного штату Монтана. У другій половині XVII — першій половині XVIII століть, пригнічені племінним союзом чорноногих, а також кроу, поступово перемістилися із земель, розташованих у верхів'ях річок Йєллоустон і Міссурі на південний схід та облаштувалися на схід від останніх у західній частині штату Південна Дакота. До 1805 року, під тиском арапахо, шеєнів і сіу, що прийшли із заходу, переселилися на південь, до річки Арканзас, де деякий час вели війну з команчами, з якими згодом встановили міцні союзні відносини. До середини XIX століття, сповідуючи кочовий спосіб життя, займали територію на берегах річок Сімаррон і Ред-Ривер у штатах Канзас, Колорадо, Оклахома.
Наразі більшість кайова мешкають у резервації в штаті Оклахома.

## Господарська діяльність

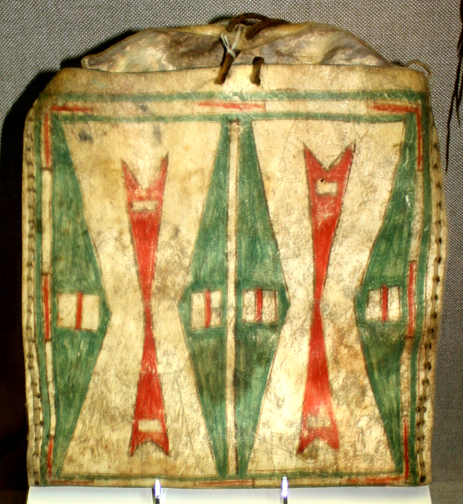
Парфлеш кайова

Кайова відносяться до етно-культурного типу індіанців Великих рівнин. Основне заняття — кінне полювання на бізонів. У другій половині XVIII — XIX століттях вони перевершували за кількістю коней (разом із команчами) інші рівнинні племена. Зараз вони зайняті в сільському господарстві, дрібному підприємництві або працюють за наймом. Особливе місце займає розвинений бізнес із виробництва сувенірів з етнічними мотивами.

## Соціальна організація
Суспільство кайова, на відміну від більшості кочових племен Великих рівнин, мало ознаки досить розвиненої соціальної стратифікації, характерної для племен, що населяли в доконтактний період зону Плато та індіанців північного заходу. Плем'я поділялося на шість кочових громад (топотога). Верховна влада належала спадковим вождям, але також значну роль в управлінні відігравала військова верхівка. Статус членів племені визначався приналежністю до «станів», які не мали закритий характер. Зокрема, еліту племені становили військові вожді і прославлені в міжплемінних сутичках воїни (нгоп), нижче за соціальними сходинками розташовувалися заможні, але які поступалися у військовій славі (ондейгупа), далі безкінні індіанці (кен), а найнижчий статус мали незаможні (даплом).
У цілому система спорідненості у кайова подібна до гавайського типу. Сім'я — невелика. Ступінь спорідненості білатеральний, шлюб неолокальний, що також відрізняє їх від племен, що прийшли на рівнини зі сходу.

## Культ
У кайова поширені культи особистих духів-покровителів, ведмедя, шаманізм. Ритуали: танець Сонця, інші ритуальні танці, куріння трубки, вживання плодів психоактивних рослин у релігійних цілях.

## Відомі представники
- Сатанта
- Сатанк
- Чорний Ведмідь Бозін